# Ignasi Maria Colomer i Preses
Ignasi Maria Colomer i Preses (Barcelona, 1915 - Calella, Maresme, 2 de novembre 2005) fou un historiador i sacerdot català.

## Biografia
Fou ordenat sacerdot al seminari de Vic i es llicencià en dret a la Universitat Autònoma de Barcelona el 1936. Ha estat membre del Centre d'Estudis Comarcals d'Igualada, i també bibliotecari i arxiver del museu d'Igualada, ciutat on es va criar. El 1955 va ser destinat temporalment a la rectoria de Vallfogona. S'especialitzà en l'estudi de mapes antics de les terres catalanes. Fou amic i col·laborador de Josep Iglésies i Fort i Joan Ainaud de Lasarte. També ha estat membre de la Societat Catalana de Geografia de l'Institut d'Estudis Catalans. El 1990 va rebre la Creu de Sant Jordi.
El fons personal d'Ignasi Maria Colomer i Preses es conserva a la Biblioteca de Catalunya.

## Obres
- Els incunables de la impremta igualadina (1952)
- Els cent primers mapes del Principat de Catalunya (1966)
- Els mapes antics de les terres catalanes des del segle xi (1967)
- Cartografia peninsular. Segles XI-XIX (1969)
- Cartografia de Catalunya i dels Països Catalans (1989)
- Cartografia Peninsular (s. VIII - XIX) (1992)